# Wierny ogrodnik (film)
Wierny ogrodnik (ang. The Constant Gardener) –
brytyjski film fabularny z 2005 roku w reżyserii Fernando Meirellesa, oparta na powieści Johna le Carré pod tym samym tytułem.

## Obsada
- Ralph Fiennes – Justin Quayle
- Rachel Weisz – Tessa
- Gerard McSorley – sir Kenneth Curtiss
- Danny Huston – Sandy Woodrow
- Pete Postlethwaite – Marcus Lorbeer
- Bill Nighy – sir Bernard Pellegrin

i inni

## Nagrody
Oscary 2006
- Oscar: najlepsza aktorka drugoplanowa – Rachel Weisz
- Nominacja: najlepszy scenariusz - adaptacja – Jeffrey Caine
- Nominacja: najlepsza muzyka – Alberto Iglesias
- Nominacja: najlepszy montaż – Claire Simpson

Złote Globy 2005
- Najlepsza aktorka drugoplanowa – Rachel Weisz
- Nominacja: najlepszy dramat
- Nominacja: najlepszy reżyser – Fernando Meirelles

Złoty Lew (nominacja)